# Region Vlasenica

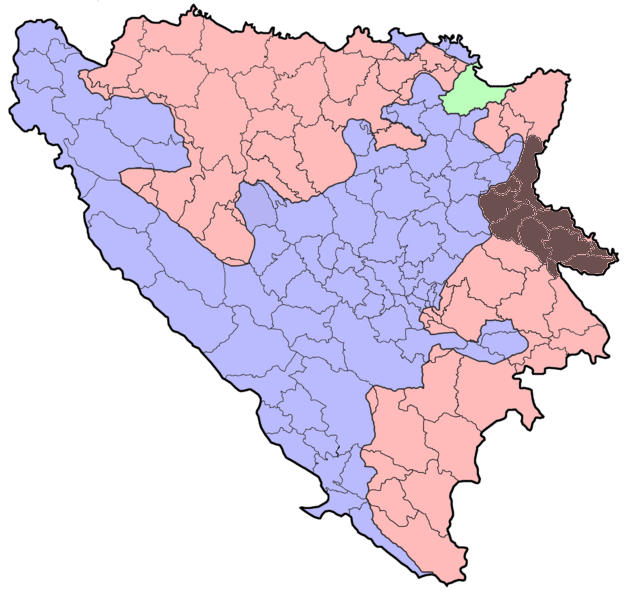
Lage der Region in Bosnien und Herzegowina

Die Region Vlasenica ist eine von sieben Regionen der Republika Srpska in Bosnien und Herzegowina. Sie befindet sich im Nordosten des Landes an der Grenze zu Serbien. 
Die nominelle Hauptstadt des Gebietes ist Zvornik mit etwa 79.000 Einwohnern.

## Gemeinden
Die Region ist unterteilt in 7 Gemeinden:
1. Bratunac
2. Milići
3. Osmaci
4. Srebrenica
5. Šekovići
6. Vlasenica
7. Zvornik